# L'incredibile storia della signora del terzo piano
L'incredibile storia della signora del terzo piano è un film del 2017, diretto da Isabel Russinova e scritto da lei e Rodolfo Martinelli.
Il film è stato presentato il 9 dicembre 2017 nell'ambito del "Roma Independent Film Festival" XVI edizione

## Trama
Una favola nera, immersa nel neorealismo metropolitano contemporaneo, vestita da commedia agrodolce. Mara, il Principe, Lyuba, il Ceceno, Mezzanota, Gianni, Alexia, Viperetta, Cicci sono mondi diversi che si muovono nella stessa città.
Loro non si conoscono, ma i loro destini s'incontrano e per 24 ore diventano parte della stessa storia: qualcuno perderà, qualcuno si annienterà, qualcuno vincerà.
Il film è un racconto surreale che descrive però con durezza e realismo l’assurdo doloroso ma anche poetico del nostro tempo. Protagonisti sono gli ultimi, gli emarginati, i perdenti, i diversi. 
Anime che si muovono tra noi ansiose, angosciate e disperate in una società che ti chiede di essere vincente e spietato. Ma forse c’è una via d’uscita.

## Colonna sonora
La colonna sonora del film è stata composta da Davide Cavuti, edita da Warner Chappell Music Italiana. 
La canzone originale del film Via da qui (testo e musica di Davide Cavuti) è interpretata dalla cantante Pietra Montecorvino.

## Curiosità
Le riprese del film sono terminate nel 2016.
L'anteprima nazionale del film si è tenuta il 9 dicembre 2017 presso la "Sala Trevi" di Roma con l'introduzione di Gianfranco Bartalotta, docente di Scienze della Formazione presso l' Università degli Studi Roma Tre e direttore della rivista “Teatro e Cinema Contemporaneo”.

## Riconoscimenti
- 2017 – "RIFF – Rome Independent Film Festival"
  - T.E.H.R.  rassegna multidisciplinare, in collaborazione con Amnesty International Italia[5].